# Museum (métro de Toronto)
Pour les articles homonymes, voir Museum.
Museum est une station de la ligne 1 Yonge-University du métro, de la ville de Toronto en Ontario au Canada. Elle est située sous Queen's Park à côté du Musée royal de l'Ontario à l'origine de son nom.

## Situation sur le réseau
Établie en souterrain, la station Museum de la ligne 1 Yonge-University, précède la station St. George, en direction du terminus Vaughan Metropolitan Centre, et elle est précédée par la station Queen's Park, en direction du terminus Finch.

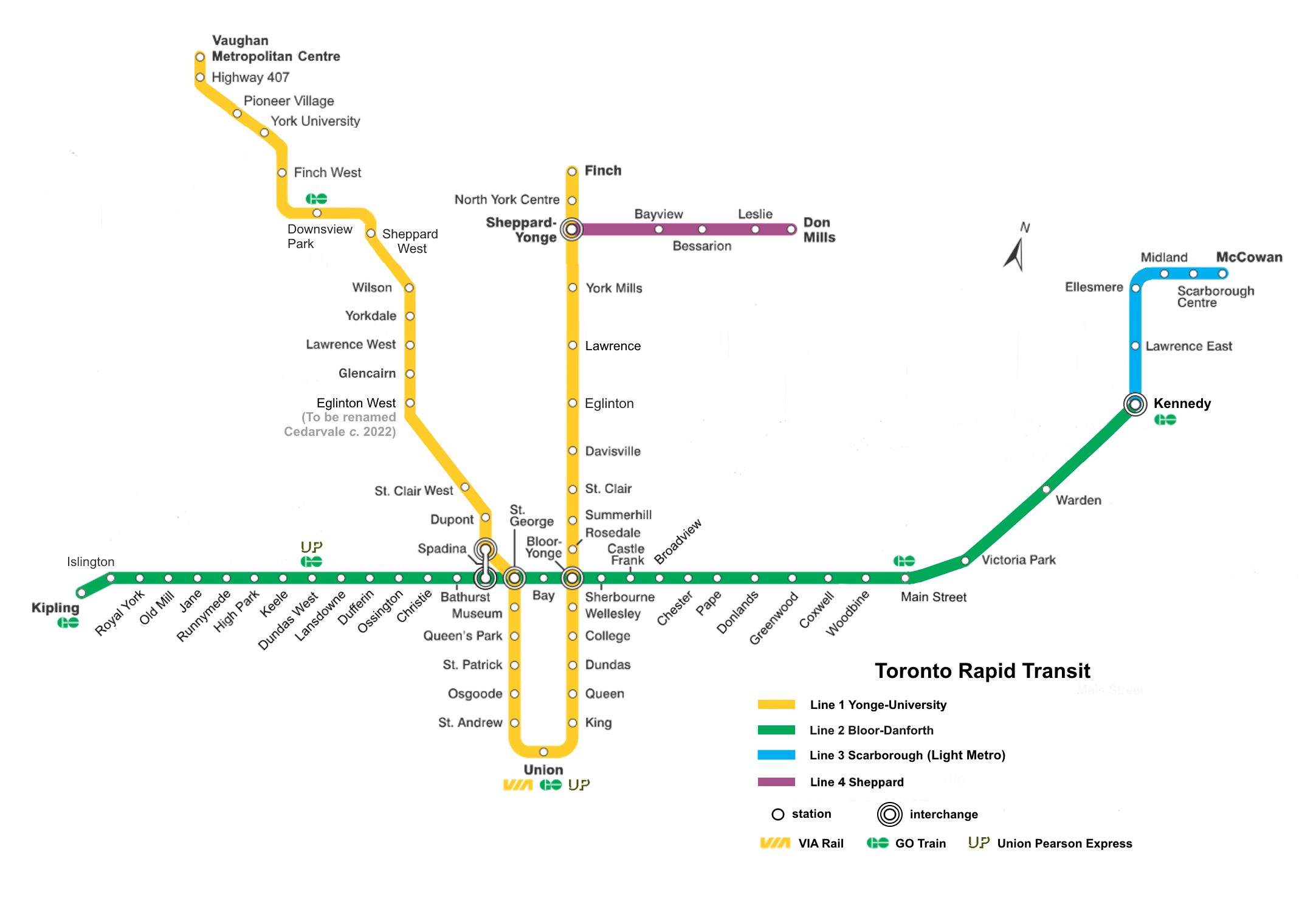
Plan du métro de Toronto (2018).

## Histoire
La station Museum est mise en service le 28 février 1963. Le nom de la station fait référence au Musée royal de l'Ontario, qui se trouve à proximité de la station.
La plate-forme de la station a été rénovée par Diamond Schmitt Architects. Ces rénovations se sont achevées en avril 2008. La nouvelle plate-forme rappelle les expositions du Musée royal de l'Ontario. Les nouvelles colonnes représentent les Premières Nations, l'Égypte antique, les toltèques mexicains, la Chine et la Grèce antique.

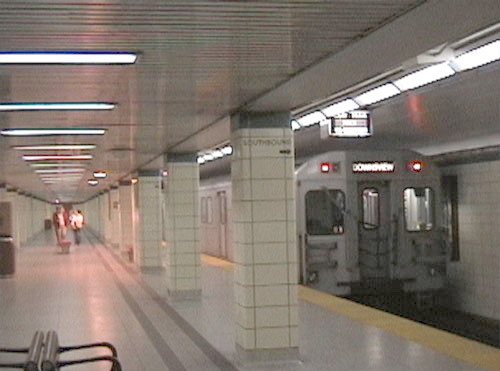
La plate-forme, avant rénovations
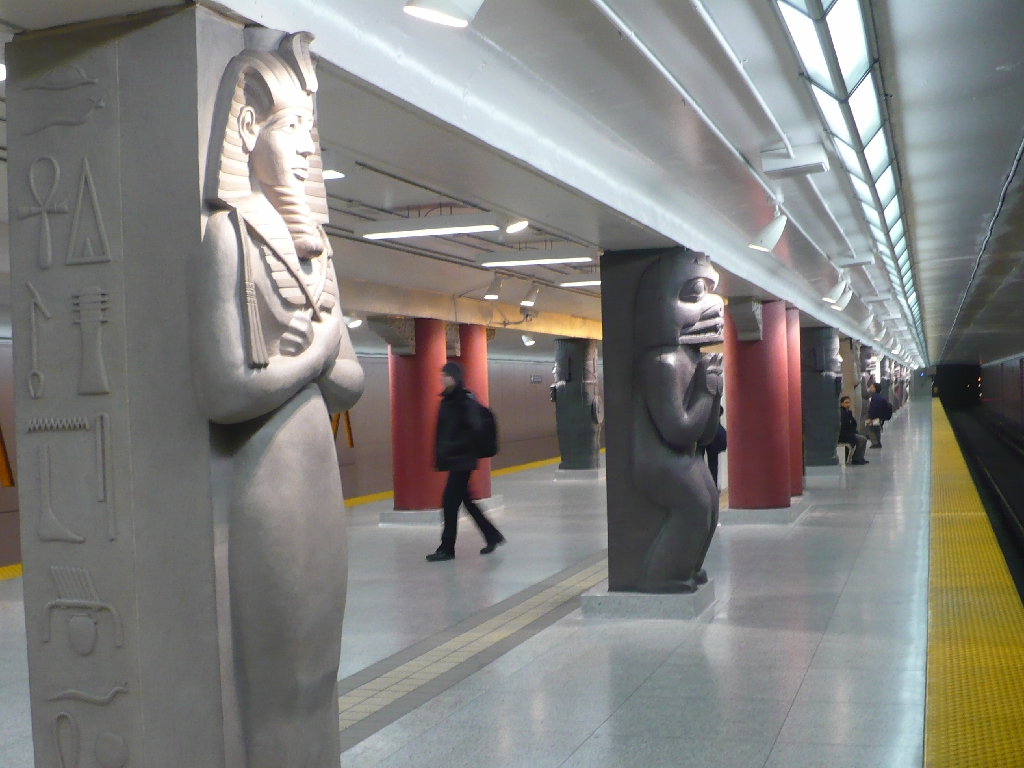
La plate-forme, après rénovations

## Services aux voyageurs

### Intermodalité
Elle est desservie par des bus des lignes : 13 Avenue Road et 142 Downtown/Avenue Road Express.

## À proximité
- Queen's Park
- Musée royal de l'Ontario
- Musée Gardiner
- Conservatoire royal de musique
- Planétarium McLaughlin
- Université de Toronto